# Cornus foemina
Cornus foemina là một loài thực vật có hoa trong họ Cornaceae. Loài này được Mill. miêu tả khoa học đầu tiên năm 1768.